# Пам'ятник Тарасові Шевченку (Кам'янець-Подільський)
Пам'ятник Тарасу Шевченку в Кам'янці-Подільському — пам'ятник-погруддя великому українському поетові, митцю і мислителю Тарасу Григоровичу Шевченку, встановлений у місті Кам'янці-Подільському Хмельницької області.

## Розташування, автор і з історії пам'ятника

Пам'ятник Тарасу Шевченку в Кам'янці-Подільському

Кам'янецький пам'ятник Тарасові Шевченку розташований у центральній частині міста на невеликій ділянці на розі вулиць перед головним міським культурно-освітнім закладом — міським Будинком культури (вул. Шевченка, буд. 20).
Автор пам'ятника — відомий український хмельницький скульптор Богдан Миколайович Мазур.
Пам'ятник було встановлено у 2000 році коштом міста.
У 2001 році творця монумента нагородили відзнакою Кам'янець-Подільської міської ради.
У теперішній час (2000-ні) місце біля пам'ятника є традиційним для зборів інтелігенції та представників влади під час відзначень щорічних Шевченківських дат. Незважаючи на невеликий розмір ділянки, тут також проводяться мітинги, інші культурні та політичні заходи.

## Опис
Пам'ятник Тарасу Шевченку в Кам'янці-Подільському являє собою бронзове погруддя поета на стовпоподібному прямокутному постамені з сірого граніту.
Автор втілив у бронзі молодого натхненного поета-романтика, яким Шевченко, імовірно, відвідав Кам'янець. Записані ним тоді пісні згодом були використані у російськомовних повістях «Близнецы» та «Прогулка с удовольствием и не без морали», а також у повісті «Марина».

## Виноски
1. ↑  Нагороджені відзнакою (Кам'янець-Подільської міської ради) на Офіційний сайт Кам'янець-Подільської міської ради [Архівовано 26 квітня 2010 у Wayback Machine.]

## Джерело
- Кам'янець-Подільський. Туристичний путівник., Лв.: «Центр Європи», 2007 стор. 279